# Алгабас (Жанааркинський район)
Алгаба́с (каз. Алғабас) — село у складі Жанааркинського району Улитауської області Казахстану. Входить до складу Талдибулацького сільського округу.
Населення — 86 осіб (2021; 97 у 2009, 212 у 1999, 384 у 1989).
Національний склад станом на 1989 рік:
- казахи — 100 %.